# تتراهیدروپیران
تتراهیدروپیران (به انگلیسی: Tetrahydropyran) با فرمول شیمیایی C۵H۱۰O یک ترکیب شیمیایی با شناسه پاب‌کم ۸۸۹۴ است. که جرم مولی آن ۸۶٫۱۳ g/mol می‌باشد. 